# Municipio de Iowa (condado de Doniphan)
El municipio de Iowa (en inglés: Iowa Township) es un municipio ubicado en el condado de Doniphan en el estado estadounidense de Kansas. En el año 2010 tenía una población de 1641 habitantes y una densidad poblacional de 7,5 personas por km².

## Geografía
El municipio de Iowa se encuentra ubicado en las coordenadas 39°54′9″N 95°15′54″O / 39.90250, -95.26500. Según la Oficina del Censo de los Estados Unidos, el municipio tiene una superficie total de 218.82 km², de la cual 216,33 km² corresponden a tierra firme y (1,14 %) 2,49 km² es agua.

## Demografía
Según el censo de 2010, había 1641 personas residiendo en el municipio de Iowa. La densidad de población era de 7,5 hab./km². De los 1641 habitantes, el municipio de Iowa estaba compuesto por el 85,98 % blancos, el 6,7 % eran afroamericanos, el 3,11 % eran amerindios, el 0,3 % eran asiáticos, el 0,79 % eran de otras razas y el 3,11 % eran de una mezcla de razas. Del total de la población el 2,01 % eran hispanos o latinos de cualquier raza.